# Asimina reticulata
Asimina reticulata är en kirimojaväxtart som beskrevs av Robert James Shuttleworth och Alvin Wentworth Chapman. Asimina reticulata ingår i släktet Asimina och familjen kirimojaväxter. Inga underarter finns listade i Catalogue of Life.

## Bildgalleri

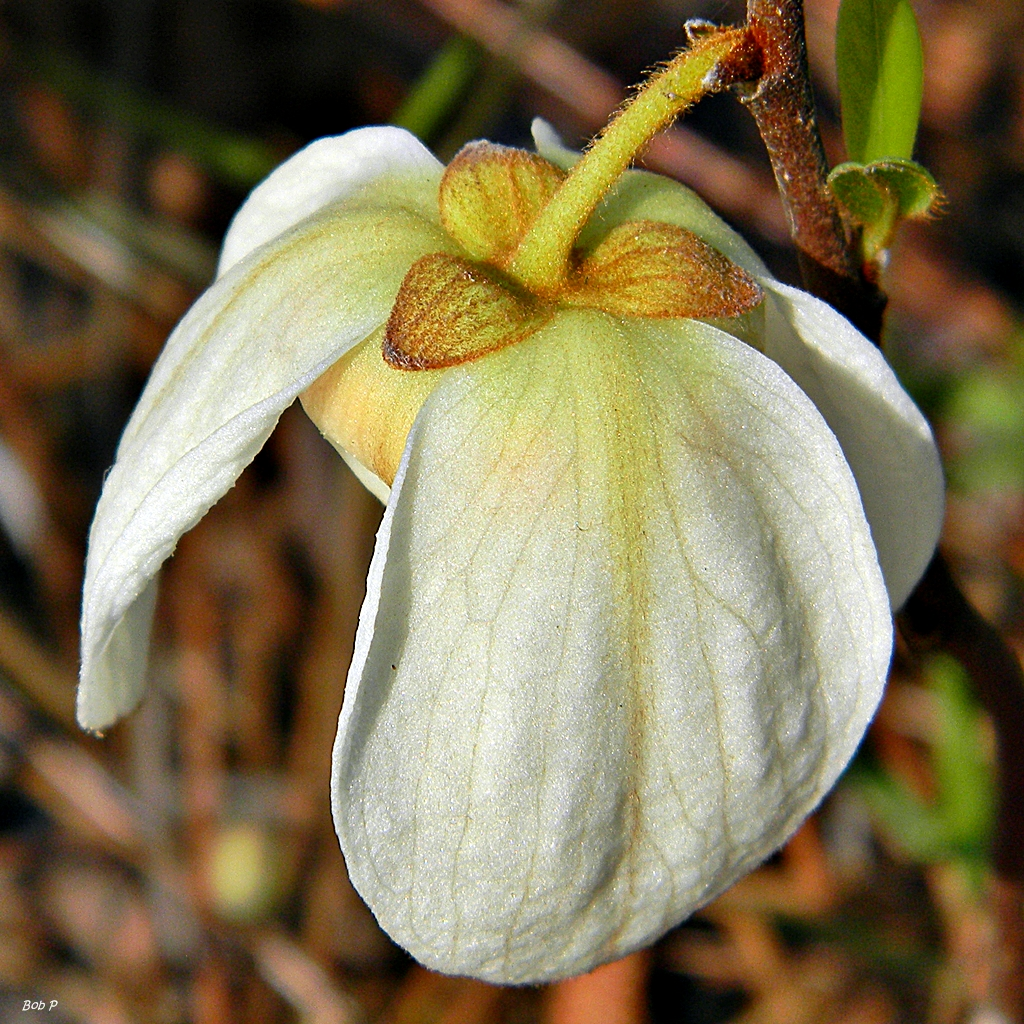
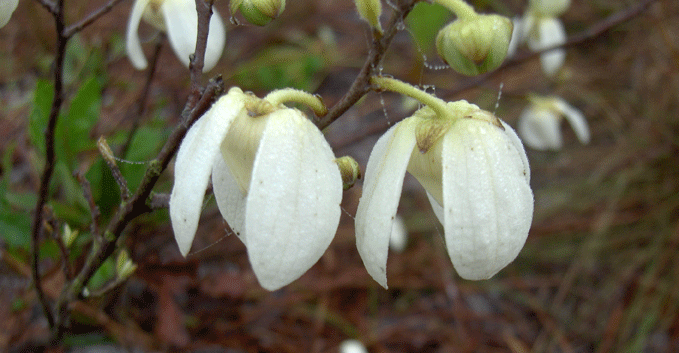
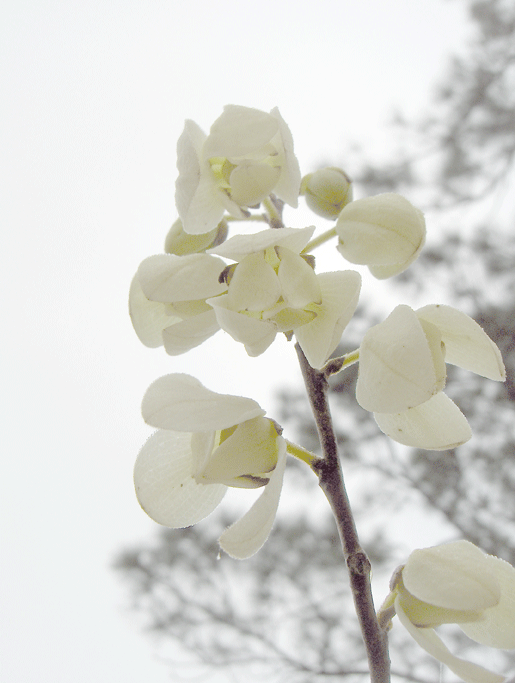